# Adamo Nagalo
Adamo Nagalo (ur. 22 września 2002) – burkiński piłkarz, grający na pozycji środkowego obrońcy w holenderskim klubie PSV oraz w reprezentacji Burkiny Faso. Uczestnik Pucharu Narodów Afryki 2023.

## Kariera klubowa
Swoją karierę piłkarską Nagalo rozpoczął w ghańskim zespole Right to Dream FC, w którym zadebiutował w 2019 roku. W 2020 roku przeszedł do duńskiego FC Nordsjælland. Swój debiut w nim w Superligaen zaliczył 12 marca 2021 w zwycięskim 3:0 wyjazdowym meczu z Lyngby BK. W sezonie 2022/2023 wywalczył wicemistrzostwo Danii.
| Sezon   | Klub            | Kraj  | Rozgrywki   | Mecze | Bramki |
| ------- | --------------- | ----- | ----------- | ----- | ------ |
| 2020/21 | FC Nordsjælland | Dania | Superligaen | 6     | 0      |
| 2021/22 | FC Nordsjælland | Dania | Superligaen | 27    | 1      |
| 2022/23 | FC Nordsjælland | Dania | Superligaen | 28    | 1      |

## Kariera reprezentacyjna
W reprezentacji Burkiny Faso Nagalo zadebiutował 29 listopada 2022 w wygranym 2:1 towarzyskim meczu z Wybrzeżem Kości Słoniowej, rozegranym w Marrakeszu. W 2024 roku powołano go do kadry na Puchar Narodów Afryki 2023. Rozegrał w nim dwa mecze: grupowy z Algierią (2:2) i w 1/8 finału z Mali (1:2).